# راجر هاجسون

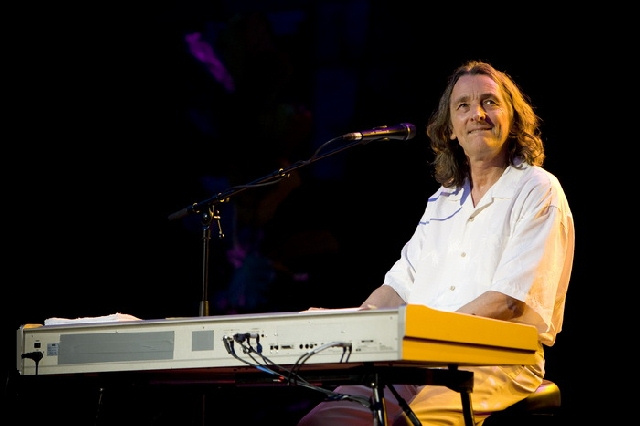

چارلز راجر پامفرت هاجسون (به انگلیسی: Roger Hodgson) (زاده ۲۱ مارس ۱۹۵۰ در انگلستان) خواننده، آهنگساز و ترانه‌سرای بریتانیایی و یکی از اعضای اولیه گروه راک سوپرترمپ است. ترانه‌های او معمولاً دربارهٔ موضوعات روحانی و فلسفی‌ست.